# 서울리조트
서울리조트(Seoul Resort)는 경기도 남양주시 호평동에 위치했던 종합레저단지였다. 현재는 폐업하여 철거된 상태이다. 총 20만평 규모였고, 스키장이 위치했었으며, 2008년 5월에 화재가 발생하기도 하였다. 1993년 12월에 개장했으나 현재 철거 이후 두산 알프하임 아파트단지가 들어섰다. 아파트 건설과 함께 나무 없이 비탈로 방치되던 스키장 슬로프는 경관녹지와 자연녹지 지역으로 복구해 남양주시에 기부채납되어 시민공원으로 활용된다.

## 같이 보기
- 한국의 스키장 일람
- 평내호평
- 호평동
- 스타힐리조트